# Eliteserien i bandy 2013/2014
Eliteserien i bandy 2013/2014 arrangerades i Norge under vintern 2013/2014. Stabæk Bandy blev norska mästare efter slutspel, medan IF Ready nådde sin första final sedan 1927.

## Tabell
|   |  |               | Spelade | Vinster | Oavgjorda | Förluster | +   | −   | Poäng |
| - |  | ------------- | ------- | ------- | --------- | --------- | --- | --- | ----- |
| 1 |  | Stabæk Bandy  | 21      | 17      | 2         | 2         | 156 | 71  | 36    |
| 2 |  | IF Ready      | 21      | 13      | 5         | 3         | 89  | 59  | 31    |
| 3 |  | Solberg SK    | 21      | 12      | 1         | 8         | 108 | 88  | 25    |
| 4 |  | Sarpsborg BK  | 21      | 11      | 3         | 7         | 98  | 97  | 25    |
| 5 |  | Ullevål IL    | 21      | 9       | 4         | 8         | 79  | 71  | 22    |
| 6 |  | Mjøndalen IF  | 21      | 4       | 6         | 11        | 73  | 103 | 14    |
| 7 |  | Høvik IF      | 21      | 5       | 1         | 15        | 73  | 113 | 11    |
| 8 |  | Drammen Bandy | 21      | 1       | 2         | 18        | 61  | 135 | 4     |

Senast uppdaterad: 12 februari 2014

Källa: 

## Seriematcherna
| Omgång 1 8 november 2013 - Drammen Bandy – Mjøndalen 5-5 (Marienlyst) 10 november 2013 - Ready – Sarpsborg 3-3 (Frogner stadion) - Solberg – Stabæk 4-7 (Vassenga) - Ullevål – Høvik 7-2 (Bergbanen) Omgång 2 13 november 2013 - Høvik – Ready 2-5 (Høvikbanen) - Mjøndalen – Ullevål 1-3 (Vassenga) - Stabæk – Drammen Bandy 9-2 (Stabekkbanen) 15 november 2013 - Sarpsborg – Solberg 3-6 (Sarpsborg) Omgång 3 17 november 2013 - Ready – Mjøndalen 2-2 (Frogner stadion) - Sarpsborg – Høvik 8-5 (Sarpsborg) - Solberg – Drammen Bandy 11-6 (Vassenga) - Ullevål – Stabæk 3-6 (Bergbanen) Omgång 4 20 november 2013 - Drammen Bandy – Ullevål 4-4 (Marienlyst) - Høvik – Solberg 2-7 (Høvikbanen) - Mjøndalen – Sarpsborg 2-2 (Vassenga) - Stabæk – Ready 6-0 (Stabekkbanen) Omgång 5 24 november 2013 - Mjøndalen – Høvik 3-9 (Vassenga) - Ready – Drammen Bandy 5-0 (Gressbanen) - Sarpsborg – Stabæk 1-8 (Sarpsborg) - Solberg – Ullevål 0-4 (Vassenga) Omgång 6 27 november 2013 - Drammen Bandy – Sarpsborg 2-6 (Marienlyst) - Solberg – Mjøndalen 6-2 (Vassenga) - Stabæk – Høvik 7-5 (Stabekkbanen) - Ullevål – Ready 3-4 (Bergbanen) Omgång 7 1 december 2013 - Høvik – Drammen Bandy 7-4 (Høvikbanen) - Mjøndalen – Stabæk 2-9 (Vassenga) - Ready – Solberg 4-2 (Gressbanen) 3 januari 2014 - Sarpsborg – Ullevål 2-4 (Sarpsborg) | Omgång 8 13 december 2013 - Sarpsborg – Ready 2-7 (Sarpsborg) - Stabæk – Solberg 4-3 (Stabekkbanen) 20 december 2013 - Høvik – Ullevål 4-8 (Høvikbanen) 10 januari 2014 - Mjøndalen – Drammen Bandy 4-3 (Vassenga) Omgång 9 11 december 2013 - Drammen Bandy – Stabæk 1-12 (Marienlyst) - Ready – Høvik 8-4 (Gressbanen) - Solberg – Sarpsborg 8-4 (Solbergbanen) - Ullevål – Mjøndalen 7-1 (Bergbanen) Omgång 10 15 december 2013 - Drammen Bandy – Solberg 5-7 (Marienlyst) - Høvik – Sarpsborg 4-6 (Høvikbanen) - Mjøndalen – Ready 1-4 (Vassenga) - Stabæk – Ullevål 3-4 (Stabekkbanen) Omgång 11 18 december 2013 - Ready – Stabæk 3-9 (Gressbanen) - Sarpsborg – Mjøndalen 9-4 (Sarpsborg) - Solberg – Høvik 7-3 (Solbergbanen) - Ullevål – Drammen Bandy 5-7 (Bergbanen) Omgång 12 20 december 2013 - Drammen Bandy – Ready 2-7 (Marienlyst) 22 december 2013 - Høvik – Mjøndalen 1-7 (Høvikbanen) - Stabæk – Sarpsborg 14-3 (Stabekkbanen) - Ullevål – Solberg 5-10 (Bergbanen) Omgång 13 26 december 2013 - Høvik – Stabæk 2-6 (Høvikbanen) - Mjøndalen – Solberg 4-6 (Vassenga) - Ready – Ullevål 1-1 (Gressbanen) - Sarpsborg – Drammen Bandy 5-3 (Sarpsborg) Omgång 14 29 december 2013 - Drammen Bandy – Høvik 3-4 (Marienlyst) - Solberg – Ready 2-3 (Vassenga) - Stabæk – Mjøndalen 7-4 (Stabekkbanen) - Ullevål – Sarpsborg 3-3 (Bergbanen) | Omgång 15 8 januari 2014 - Drammen Bandy – Mjøndalen 2-7 (Marienlyst) - Ready – Sarpsborg 7-3 (Gressbanen) - Solberg – Stabæk 5-12 (Vassenga) - Ullevål – Høvik 2-1 (Bergbanen) Omgång 16 12 januari 2014 - Høvik – Ready 2-8 (Høvikbanen) - Sarpsborg – Solberg 6-3 (Sarpsborg) - Stabæk – Drammen Bandy 9-5 (Stabekkbanen) 17 januari 2014 - Mjøndalen – Ullevål 4-3 (Vassenga) Omgång 17 15 januari 2014 - Ready – Mjøndalen 3-3 (Gressbanen) - Sarpsborg – Høvik 5-2 (Sarpsborg) - Solberg – Drammen Bandy 5-0 (Solbergbanen) - Ullevål – Stabæk 4-4 (Bergbanen) Omgång 18 19 januari 2014 - Drammen Bandy – Ullevål 2-6 (Marienlyst) - Høvik – Solberg 5-4 (Høvikbanen) - Mjøndalen – Sarpsborg 3-6 (Vassenga) - Stabæk – Ready 6-2 (Stabekkbanen) Omgång 19 21 januari 2014 - Mjøndalen – Høvik 2-2 (Vassenga) - Ready – Drammen Bandy 5-1 (Gressbanen) - Sarpsborg – Stabæk 8-6 (Sarpsborg) - Ullevål – Solberg 1-2 (Bergbanen) Omgång 20 5 februari 2014 - Ullevål – Ready 1-4 (Bergbanen) 7 februari 2014 - Drammen Bandy – Sarpsborg 2-7 (Marienlyst) - Stabæk – Høvik 4-2 (Stabekkbanen) 10 februari 2014 - Solberg – Mjøndalen 6-4 (Vassenga) Omgång 21 9 februari 2014 - Høvik – Drammen Bandy 5-2 (Høvikbanen) 12 februari 2014 - Mjøndalen – Stabæk 8-8 (Vassenga) - Ready – Solberg 4-4 (Gressbanen) - Sarpsborg – Ullevål 6-1 (Sarpsborg) |

## Slutspel

### Kvartsfinaler
| Solberg   | 7 – 4  | Mjøndalen | (Vassenga, 16 februari 2014) |
|           |        |           |                              |
| Mjøndalen | 2 – 10 | Solberg   | (Vassenga, 17 februari 2014) |

| Sarpsborg | 3 – 2 (efter förlängning) | Ullevål   | (Sarpsborg, 15 februari 2014) |
|           |                           |           |                               |
| Ullevål   | 5 – 6                     | Sarpsborg | (Bergbanen, 17 februari 2014) |

### Semifinaler
| Stabæk  | 11–6 | Solberg | (Stabekkbanen, 22 februari 2014) |
|         |      |         |                                  |
| Solberg | 1–11 | Stabæk  | (Vassenga, 24 februari 2014)     |
|         |      |         |                                  |
| Stabæk  | 6–3  | Solberg | (Stabekkbanen, 26 februari 2014) |

| IF Ready  | 4–3 | Sarpsborg | (Gressbanen, 23 februari 2014) |
|           |     |           |                                |
| Sarpsborg | 4–2 | IF Ready  | (Sarpsborg, 24 februari 2014)  |
|           |     |           |                                |
| IF Ready  | 3–4 | Sarpsborg | (Gressbanen, 26 februari 2014) |
|           |     |           |                                |
| Sarpsborg | 1–4 | IF Ready  | (Sarpsborg, 28 februari 2014)  |
|           |     |           |                                |
| IF Ready  | 6–4 | Sarpsborg | (Gressbanen, 2 mars 2014)      |

### Final
Stabæk – IF Ready 5-2
Söndag 9 mars 2014, Marienlyst stadion, Drammen, 740 åskådare
Målskttar:
- 0-1 Richard Fritjofsson (23 min.)
- 0-2 Lars Christian Sveen (26 min.)
- 1-2 Bjørn Buskqvist (27 min.)
- 2-2 Nikolai Jensen (52 min.)
- 3-2 Christian Randsborg (70 min.)
- 4-2 Christian Randsborg (73 min.)
- 5-2 Magnus Høgevold (88 min.)

Huvuddomare: Jørn-Ivar Pettersen, Solberg. Linjedomare: Gjermund Strømnes, Sarpsborg och Mats Eriksson, Mjøndalen.
Norska mästarna
1. Alexander Nygaard 

33. Heming Hveding Langmo 
 
2. Sverre Brecheisen 

5. Simen Holmen-Jensen 

6. Petter Løyning 

8. Magnus Høgevold 

9. Nikolai Jensen 

11. Jan Olav Løyning 

14. Mikkel Killi Andersen 

15. Patrik Berggren 

16. Bjørn Buskqvist 

17. Fredrik Sletta 

18. Anders Christensen 

20. Andreas Killingstad 

24. Christian Randsborg 

25. Fredrik Randsborg 